# درخت چوب‌پنبه‌ای خاکستری
درخت چوب‌پنبه‌ای خاکستری (نام علمی: Erythrina vespertilio) نام یک گونه از تیره باقلاییان است.